# Лудрански Врх
Лудрански Врх (словен. Ludranski Vrh) је насељено место у општини Чрна на Корошкем, Корушка регија, Словенија.

## Историја
До територијалне реорганизације у Словенији био је у саставу старе општине Равне на Корошкем.

## Становништво
У попису становништва из 2011. године, Лудрански Врх је имао 85 становника.
| Број становника према пописима | Број становника према пописима | Број становника према пописима |
| ------------------------------ | ------------------------------ | ------------------------------ |
| 1991                           | 2002                           | 2011                           |
| 100                            | 84                             | 85                             |

## Галерија
- предео Крнес, поглед на планину Пеци